# 卡利尼夫斯凱 (盧甘斯克州)
49°22′53″N 38°49′58″E / 49.38139°N 38.83278°E
卡利尼夫斯凱（烏克蘭語：Калинівське）是位於烏克蘭東部的村莊，由盧甘斯克州斯瓦托韋區的比洛库拉基内市镇負責管轄。該村處於比拉河畔，始建於1711年，面積0.07平方公里，海拔高度62米，2001年人口54。